# Wasyl Kuryło
Wasyl Stepan Kuryło (ur. w 1861, zm. w 1940) – ksiądz greckokatolicki, minister spraw zagranicznych Ruskiej Ludowej Republiki Łemków. 
Święcenia uzyskał w 1887. W latach 1887–1889 był administratorem parafii w Kamiannej, następnie w latach 1889-1891 administratorem parafii w Uściu Ruskim. W latach 1891-1910 proboszcz parafii w Męcinie Wielkiej, w latach 1910-1930 proboszcz we Florynce, następnie do co najmniej 1939 proboszcz w Podemszczyźnie. W latach 1924–1926 dziekan greckokatolickiego dekanatu grzybowskiego.